# Maden
Maden là một huyện thuộc tỉnh Elazığ, Thổ Nhĩ Kỳ. Huyện có diện tích 810 km² và dân số thời điểm năm 2007 là 15822 người, mật độ 20 người/km².